# Curtiss-Wright CA-1
Curtiss-Wright CA-1 (także Curtiss CA-1 Commuter, Courtney Amphibian) – amerykańska łódź latająca-amfibia z lat 30. XX wieku, zaprojektowana przez Franka Courtneya i zbudowana w zakładach Curtiss-Wright Corporation.

## Historia
W 1933 brytyjski pilot i konstruktor lotniczy Frank Courtney, ówczesny konsultant Curtiss-Wright Corporation, przekonał radę dyrektorów przedsiębiorstwa do dania mu możliwości zaprojektowania i zbudowania pięcioosobowej łodzi latającej przeznaczonej na rynek cywilny i według słów samego Courtneya „przewyższającej wszystkie ówczesne konstrukcje”. Pomimo ogólnego przyzwolenia na zaprojektowanie nowej maszyny, Courtneyowi postawiono szereg wymagań dotyczących konstrukcji samolotu, z czego część była wyraźnie archaiczna – między innymi, samolot musiał mieć układ dwupłatowca z silnikiem pchającym. Budowa prototypów miała być sfinansowana z aktywów nieaktywnej już wówczas spółki Curtiss-Caproni Division i planowano zbudowanie trzech prototypów.
Pomimo narzuconych ograniczeń, Courtney zaprojektował udany samolot, z oryginalnymi i bardzo nowoczesnymi rozwiązaniami technicznymi. Nowoczesny kadłub samolotu był wykonany z aluminium (pomimo że skrzydła miały konstrukcję drewnianą) i samolot, jako jeden z pierwszych, został wyposażony we wciągane w locie podwozie trójkołowe z kołem przednim – podwozie główne było wciągane we wnęki w bokach kadłuba, a przednie koło było podnoszone do góry i jego podpórka mogła także służyć jako punkt do cumowania samolotu na wodzie. Courtney w bardzo oryginalny sposób rozwiązał typowy problem dla maszyn z silnikiem pchającym (365-konny silnik gwiazdowy typu Wright 975E-1), jakim jest ciężki ogon – umieścił silnik na krawędzi natarcia górnego skrzydła (przesuwając tak środek ciężkości samolotu do przodu) i połączył go ze śmigłem wałem napędowym.
Samolot po raz pierwszym wzbił się w powietrze w 1934 roku. Pomimo przestarzałej, dwupłatowej konfiguracji maszyna miała lepsze niż przeciętne osiągi wśród porównywalnych samolotów cywilnych tego okresu, nie zdecydowano jednak o rozpoczęciu produkcji seryjnej i zbudowano jedynie trzy samoloty prototypowe (numery seryjne 101-103). W późniejszym czasie wszystkie trzy samoloty, wraz z ich planami i prawami do ich produkcji, zostały sprzedane do Japonii, gdzie były używane przez Cesarską Marynarkę Wojenną i otrzymały oznaczenie LXC.